# Condado de Kent (Michigan)
O Condado de Kent (em inglês:  Kent County) é um dos 88 condados do estado americano do Michigan. A sede e maior cidade do condado é Grand Rapids. Foi fundado em 1831.
O condado possui uma área de 2 258 km², dos quais 2 193 km² estão cobertos por terra e 65 km² por água, uma população de 602 622 habitantes, e uma densidade populacional de 274,7 hab/km² (segundo o censo nacional de 2010). É o quarto condado mais populoso do Michigan.